# Megumi Toyoguchi
Megumi Toyoguchi (豊口 めぐみ, Toyoguchi Megumi)  est une seiyū, ou doubleuse, née le 2 janvier 1978 à Machida, Tokyo, Japon. Elle est actuellement employée dans la société 81 Produce.

## Télévision animation
1998
- Alice SOS (Alice)

1999
- Dual! Parallel Trouble Adventure (Miss Rah, Mitsuki Rara)
- Infinite Ryvius (Reiko Ichikawa, Ran Lackmolde)

2000
- Vandread (Parfet Balblair)
- Hamtaro (Maria-san)
- Miami Guns (Yao Sakurakouji, Rose)

2001
- Shaman King (Reimei)
- Super Gals! (Ran Kotobuki)

2002
- Chobits (Yumi Omura)
- Monkey Typhoon (Myuru)
- Mobile Suit Gundam SEED (Miriallia Haw)
- Les 12 royaumes (Teiei)
- .hack//SIGN (Mimiru)

2003
- Avenger (Layla Ashley)
- Stellvia of the Universe (Ayaka Machida)
- Kaleido Star (Manami)
- Konjiki no Gash Bell!! (Princess Mariru)
- Scrapped Princess (Elfetine)
- Stratos4 (Annette Kerry)
- Fullmetal Alchemist (Winry Rockbell)
- Pokémon : Advanced Generation (Megumi, Princess Sera)

2004
- Initial D: Fourth Stage (Kyoko Iwase)
- Mobile Suit Gundam SEED Destiny (Miriallia Haw)
- Sergent Keroro (Melody Honey)
- Fafner of the Azure (Myorunia (Akane Makabe))
- DearS (Ruvi)
- Burn Up Scramble (Rio Kinezono)
- Burst Angel (Meg)
- Maria-sama ga Miteru (Sei Sato)
- Monster (Librarian)
- Maria-sama ga Miteru ~Haru~ (Sei Sato)

2005
- Ichigo 100% (Tsukasa Nishino)
- Glass Mask (Taiko Kasuga)
- Gun X Sword (Bunny)
- Canvas 2 ~Niji Iro no Sketch~ (Mami Takeuchi)
- La Fille des enfers (Akasaka Siori)
- Onegai My Melody (Mana Fujisaki)
- Tsubasa RESERVoir CHRoNiCLE (Charme)
- Black Cat (Saya Minatsuki)
- Blood+ (Irène)
- MÄR (Gido)

2006
- Innocent Venus (Reni Vikuro)
- The Third (Honoka)
- Simoun (Alti)
- Spider Riders (Lumen)
- .hack//Roots (Tabby)
- Black Lagoon (Revy)
- Pokémon Diamant et Perle (Aurore/Hikari)
- Rec (Yoshioka)
- D.Gray-man (Miranda Lotto)

2007
- Bamboo blade (Kirino Chiba)

2011
- Suite PreCure (Seiren/Ellen Kurokawa/Cure Beat)
- Bleach (Riruka Dokugamine)
- Sket Dance (Yabasawa Moe)

## OAV
- Le Portrait de Petit Cossette (Shōko Mataki)
- Final Fantasy VII Advent Children (Elena)
- One Piece OAV (Nami)
- Maria-sama ga Miteru OAV (Sei Satō)

## Théâtre animation
- Rêves d'androïde (Popo)
- Fullmetal Alchemist: Conqueror of Shamballa (Winry Rockbell)

## Jeux
- .hack//G.U. (Sakubo)
- Ichigo 100%: Strawberry Diary (Tsukasa Nishino)
- Initial D: Special Stage (Kyoko Iwase)
- Kita he. White Illumination (Kozue Satonaka)
- Kingdom Hearts 2 (Paine)
- Kingdom Hearts: Birth by Sleep (Aqua)
- Growlanser (Tippi)
- Growlanser IV (Messenger Demon (D-TP type))
- Rival Schools série (Chairperson)
- Super Robot Wars série (Miriallia Haw)
- Stella Deus (Adonis)
- Street Fighter V (Laura Matsuda)
- DearS (Ruvi)
- True Love Story 3 (Yokuko Kudō)
- Fullmetal Alchemist série (Winry Rockbell)
- POWER DoLLS 2 (Michiko Neideru)
- Egg Monster Hero (Katori Ita)
- Final Fantasy X-2 (Paine)
- Danganronpa: Trigger Happy Havoc (Junko Enoshima)
- Danganronpa 2: Good Bye Despair (Junko Enoshima)
- Shin Megami Tensei: Persona 3 (Yukari Takeba)
- Magna Carta (Justina Bon)
- Remember11 -the age of infinity- (Tairin)
- Phantasy Star Portable (Vivienne)
- World's End Club (Jennu)

## Spots
- Hajimete no FFXI β-ban (GameWaveDVD vol.21)
- Toyoguchi Megumi no Ashita Hare Rīna (FamitsuWaveDVD May 2005—current)
- Toyoguchi Megumi no Ashita Hare Rīna (GameWaveDVD vol.9-vol.20)
- Toyoguchi no Kan (FamitsuWaveDVD Decembre 2004—Mai 2005)
- Yume to Jiyū to Happening DVD (Super Voice World)

## TV (non anime)
- Anata mo Chōsen! Kotoba Game (Ninokin)
- Oha Suta (Megū)
- Super J Channel
- Wakaru Sansū 4-nensei (narratrice)
- Wakaru Sansū 5-nensei (narratrice)

## Radio
- Akira · Megumi no Dream · Dream Party
- Atlus Presents Megumyū no Kagurazaka Happy Tuner
- Chō Kidō Hōsō Anigemaster
- Hiroi Ōji no Multi-Tengoku
- Ichigo 100%: Sweet Cafe
- Mitsuishi Kotono ◎ Eberu Nights
- Magna Carta Radio
- Shukkan Radio Seed

## Drama CD
- Bakuretsu Tenshi (Retsu) (Megu)
- Black Cat (Saya Minatsuki)
- Chokotto Sister (Makoto Ashirai)
- Fruits Basket (Motoko Minagawa)
- Hayate x Blade (Jun Kuga)
- Ichigo 100% (Tsukasa Nishino)
- Mahoraba (Megumi Momono)
- Maria-sama ga Miteru (Sei Saitō)
- Sono Mukō no Mukōgawa (Rosette)
- SEED Destiny Suit CD Volume 9 "Athrun Zala x Infinite Justice Gundam" (Miriallia Haw)

## Autres CD
- Five (Hina Asō)
- Hagaren Song File: Winry Rockbell - Edward Elric
- Ichigo 100% Image Theme Song: Kimiiro 100% (maxi single, as Tsukasa Nishino)

## Web drama
- EB Drama Shiritsu Sairyō Kōkō · Chōnōryokubu (Mikoto Yoichi)